# Алтуна (Флорида)
Алтуна (енгл. Altoona) насељено је место без административног статуса у америчкој савезној држави Флорида.

## Демографија
По попису из 2010. године број становника је 89, што је 1 (1,1%) становника више него 2000. године.
| Група             | 2000.      | 2010.      |
| Белци             | 87 (98,9%) | 87 (97,8%) |
| Афроамериканци    | 0 (0,0%)   | 0 (0,0%)   |
| Азијати           | 0 (0,0%)   | 1 (1,1%)   |
| Хиспаноамериканци | 1 (1,1%)   | 1 (1,1%)   |
| Укупно            | 88         | 89         |